# Водоканал Ростова-на-Дону
Акционерное общество «Ростовводоканал» — водная компания города Ростова-на-Дону, обеспечивающая водоснабжение и водоотведение в самом городе, а также ряда прилегающих населённых пунктов.
Адрес: 344022, г. Ростов-на-Дону, ул. М. Горького, 293.

## История
Ростовский водопровод был основан в 1865 году и с этим событием связано имя Андрея Матвеевича Байкова — городского головы того времени. Байков подписал концессионный договор с тремя городскими купцами на поставку жителям 1500 кубометров воды в сутки.

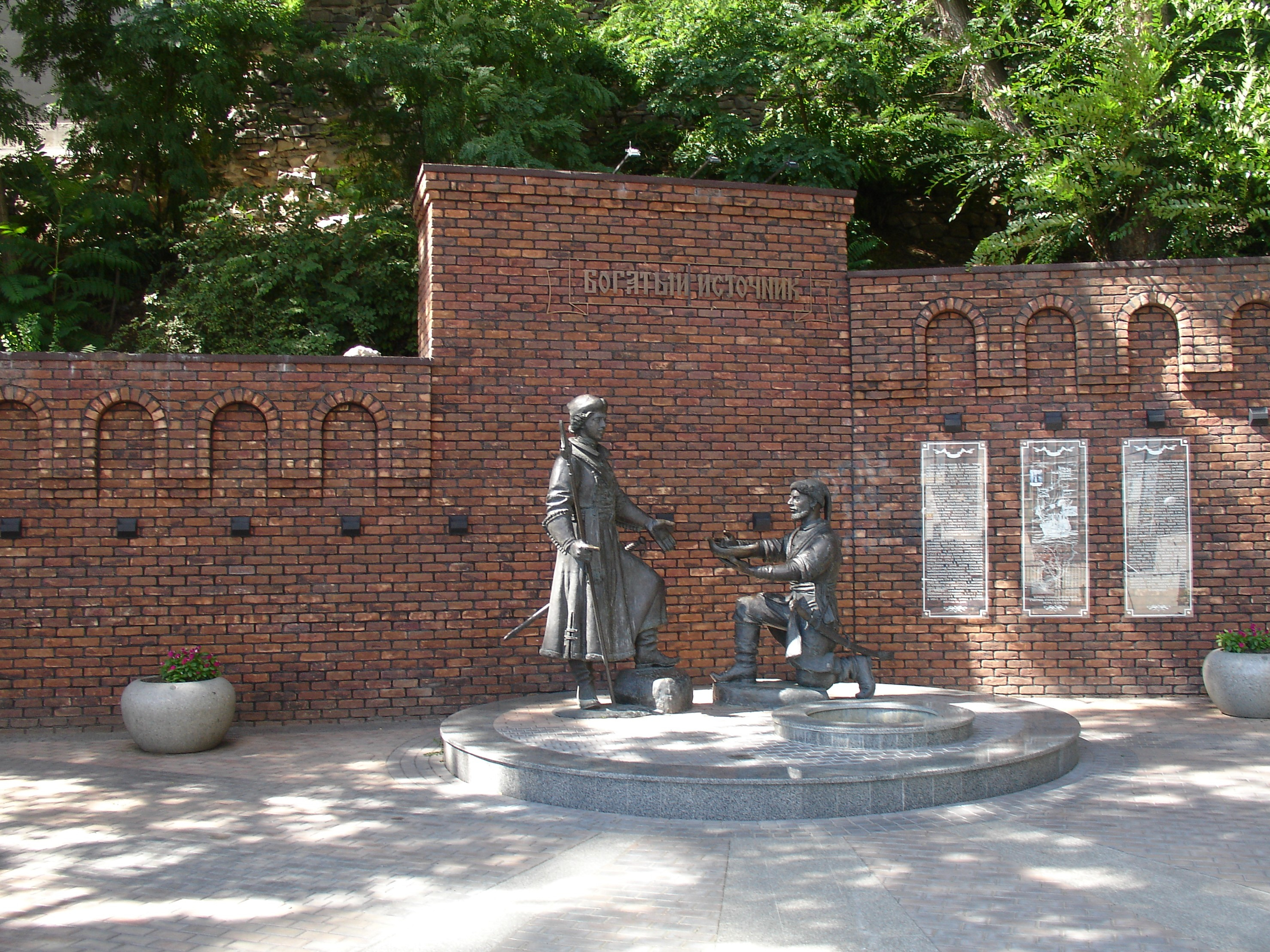
Памятник Богатяновскому источнику

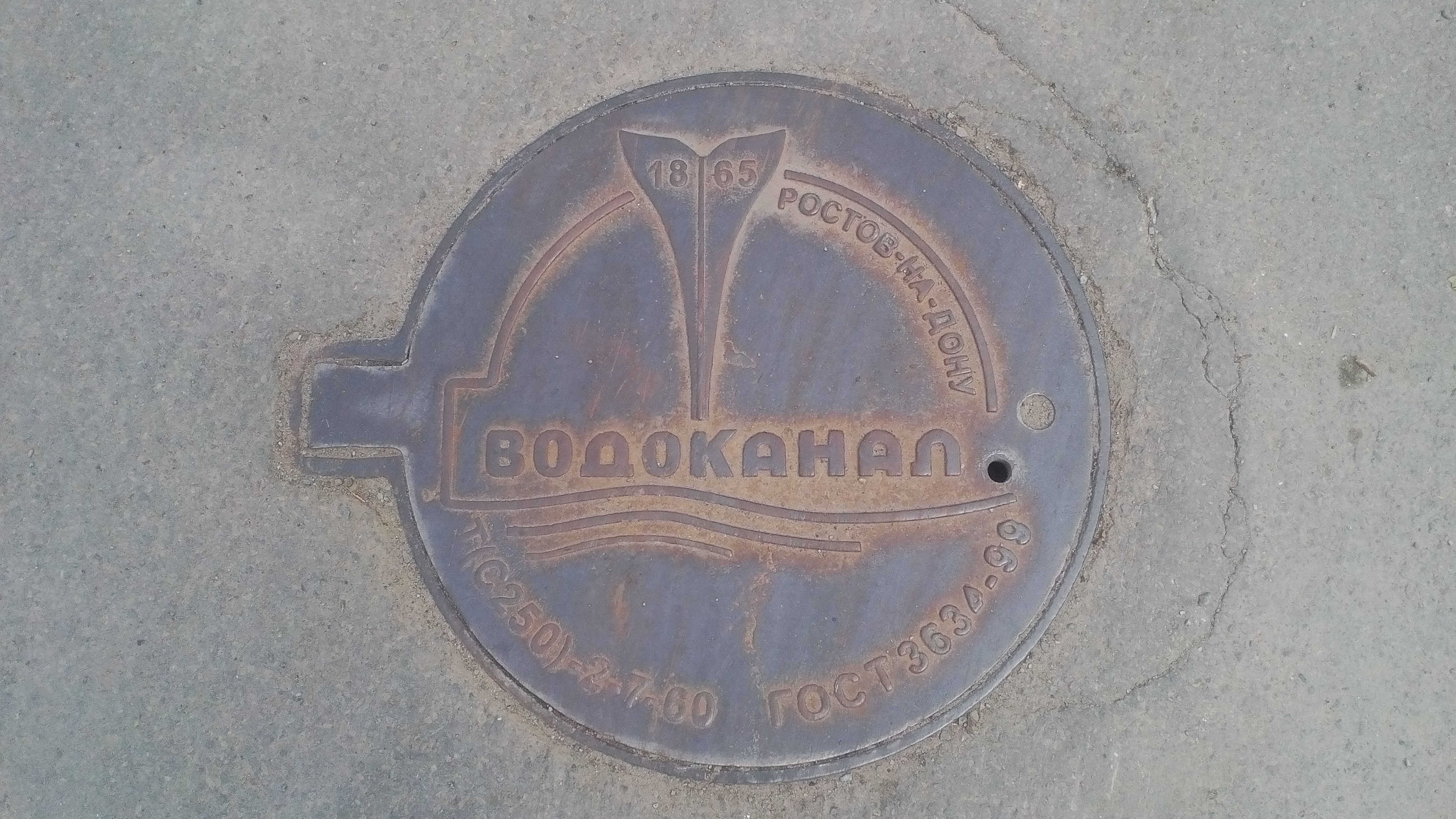
Чугунная крышка колодца ростовского «Водоканала»

У Богатяновского источника была построена насосная станция, которая подавала воду в напорный резервуар объёмом 250 кубических метров. Затем вода самотеком распределялась по 5-километровой чугунной водопроводной сети диаметром 75 мм. В то время в Ростове-на-Дону проживало 20 тысяч человек, и водопровода такой мощности хватало. С ростом населения города, воды из Богатяновского источника оказалось недостаточно.
В 1892 году для водоснабжения начали использовать реку Дон. В результате обновленная водопроводная система подавала жителям города 2500 кубометров воды в сутки. К 1911 году водопроводная сеть увеличилась до 21 километра, а мощность водопровода была доведена до 20 тысяч кубометров в сутки. В этот же период для обеззараживания воду начали хлорировать.
Несмотря на Октябрьскую революцию и Гражданскую войну городской водопровод продолжал развиваться, и в 1924 году был образован трест «Водоканализация». Существенная реконструкция водопровода была проведена в 1934 году, после чего его производительность составила 103 тысячи кубометров воды в сутки.
В годы Великой Отечественной войны работа городского водопровода была нарушена, были выведены из строя насосные станции и вся производственная база. Восстановление водопроводной сети началось сразу после освобождения Ростова-на-Дону в феврале 1943 года. К концу 1950-х годов в Ростове были построены новые насосные станции, водоводы, очистные сооружения и реконструирована городская водопроводная сеть.

## Деятельность

В Покровском сквере Ростова-на-Дону установлен памятник Ростовскому водопроводу

В настоящее время акционерное общество «Ростовводоканал» является крупнейшим коммунальным предприятием Юга России. Компания оказывает услуги холодного водоснабжения и водоотведения жителям Ростова-на-Дону, Батайска, а также населенных пунктов Аксайского, Азовского и Мясниковского районов.
В состав предприятия входят:
- комплекс очистных сооружений Центрального водопровода;
- комплекс очистных сооружений Александровского водопровода;
- два цеха по производству гипохлорита натрия;
- две станции ультрафиолетового обеззараживания;
- установка по дозированию активированного порошкообразного древесного угля;
- комплекс сооружений повторного использования промывных вод;
- комплекс очистных сооружений канализации (Ростовская станция аэрации);
- более 100 водопроводных насосных станций и более 80 канализационных насосных станций;
- более 2 800 км водопроводных сетей и более 1 500 км канализационных сетей.

В помещении АО «Ростовводоканал» расположен Музей Ростовского водопровода, в холле находится бюст городскому голове — А. М. Байкову.